# Ligne de Vaivre à Gray
La ligne de Vaivre à Gray est une ligne ferroviaire française, du département de la Haute-Saône, qui relie Vaivre-et-Montoille, près de Vesoul, à Gray.
Elle constitue la ligne no 847 000 du réseau ferré national (no 255 dans l'ancienne classification du réseau de l'Est).

## Histoire
Cette ligne a été concédée à la Compagnie du chemin de fer de Paris à Strasbourg le 17 août 1853 (concession d'un chemin de fer de Nancy à Gray par Épinal et Vesoul). Cette compagnie est devenue la Compagnie des chemins de fer de l'Est par changement de son nom le 21 janvier 1854.
Elle a été ouverte à l'exploitation entre Vaivre et Gray le 17 août 1853.
La ligne a été incorporée à la SNCF le 1er janvier 1938 dans le cadre de la nationalisation des grandes compagnies avant d'être reprise par RFF entre 1997 et 2014. Aujourd'hui, le Réseau Ferré de France (RFF) est remplacé par SNCF Réseau depuis le 1er janvier 2015.
La ligne de Vaivre à Gray a aujourd'hui le statut de ligne non exploitée.

## Infrastructure
C'est une ligne à voie unique (anciennement à double voie) au profil moyen, les déclivités ne dépassent pas 8 ‰.

## Vélo-rail
Un parcours pour vélo-rail fonctionne désormais sur une longueur de 4 500 m aux environs de Vaivre.